# Kreis Ollon
| Kreis Ollon           | Kreis Ollon       |
| Basisdaten            | Basisdaten        |
| --------------------- | ----------------- |
| Staat:                | Schweiz           |
| Kanton:               | Waadt (VD)        |
| Bezirk:               | Aigle             |
| Hauptort:             | Ollon             |
| Fläche:               | 59,56 km²         |
| Einwohner:            | 8159 (31.12.2023) |
| Bevölkerungsdichte:   | 137 Einw. pro km² |
| Aufgehoben am:        | 31. Dezember 2006 |
| Karte                 |                   |
| Karte von Kreis Ollon |                   |

Der Kreis Ollon (französisch Cercle d’Ollon) war bis zum 31. August 2006 eine Verwaltungseinheit des Bezirks Aigle im Kanton Waadt in der Schweiz. Sitz des Kreisamtes war Ollon.
Der Kreis umfasste nur die Gemeinde Ollon und war 59,56 km² gross. Ollon zählte Ende 2023 8159 Einwohner.